# Canvi Democràtic (Sudan del Sud)
Canvi Democràtic (en àrab : التغيير الديمقراطي), també conegut com a DC, anteriorment Moviment d'Alliberament Popular del Sudan - Canvi Democràtic, és un partit polític de la República del Sudan del Sud. Actualment té 4 representants a l'Assemblea Legislativa Nacional, la Legislatura del Sudan del Sud, cosa que el converteix en el segon partit més gran del Sudan del Sud després del SPLM.
El partit va ser fundat el juny de 2009 per Lam Akol per competir a les eleccions generals sudaneses de 2010 i actuar com a alternativa al partit governant SPLM.
El 6 de gener de 2016, el Consell Nacional (CN) del partit va decidir canviar el nom del partit per convertir-se en "Canvi Democràtic" (CD), i va recomanar el nou nom al Congrés Nacional de Delegats per a la seva adopció.